# Marco Bortolato
Marco Bortolato (San Daniele del Friuli, 11 febbraio 1994) è un martellista italiano, bronzo agli Europei juniores di Rieti 2013, campione nazionale assoluto in carica e titolato in tutte le categorie ai campionati italiani giovanili.

## Biografia
Calciatore dal 2005 al 2007, nel 2008 inizia a praticare l'atletica da cadetto scegliendo fin da subito il lancio del martello ed arrivando al quarto posto negli italiani di categoria.

Nel 2009 vince la sua prima medaglia ai campionati italiani giovanili, d'oro ai nazionali cadetti, e quindi anche il suo primo titolo italiano di categoria.
2010, in Russia a Mosca prende parte ai Trials europei per i giochi olimpici giovanili, ma non riesce a qualificarsi per la fase finale della rassegna iridata giovanile nella città-stato di Singapore.
Nei campionati italiani giunge ottavo nella finale giovanile dei campionati italiani invernali di lanci, mentre vince il bronzo ai campionati italiani allievi.
Settimo e quinto posto nel 2011 ai Mondiali allievi di Lilla (Francia) ed al Festival olimpico della gioventù europea di Trebisonda (Turchia).
In ambito italiano, giunge quinto nella finale giovanile dei campionati italiani invernali di lanci e poi vince il titolo italiano allievi.
Nel 2012 ai Mondiali juniores di Barcellona (Spagna) non riesce a raggiungere la finale della gara del martello; ai campionati italiani vince il titolo juniores agli invernali di lanci e diventa vicecampione nazionale ai campionati di categoria.
2013, doppietta di titoli italiani juniores (invernali di lanci e campionati di categoria), poi settimo posto agli assoluti di Milano e infine medaglia di bronzo agli Europei juniores in Italia a Rieti.
2014, doppia medaglia di bronzo ai campionati italiani seniores, prima agli invernali di lanci e poi agli assoluti di Rovereto; due titoli italiani promesse, con vittoria sia agli invernali di lanci che ai campionati di categoria.
Nel luglio del 2014 si arruola nella Polizia.
Partecipa con la Nazionale under 23 a Leiria (Portogallo) in occasione della Coppa Europa invernale di lanci dove si classifica in undicesima posizione; terzo classificato invece ai Giochi del Mediterraneo under 23 di Aubagne in Francia.
2015, agli italiani invernali di lanci è stato vicecampione promesse e quarto assoluto, poi ha vinto il titolo italiano promesse ed infine agli assoluti di Torino ha vinto il suo primo titolo italiano assoluto.
Ha partecipato agli Europei under 23 di Tallinn (Estonia) non andando oltre la fase di qualificazione.
Nel febbraio del 2016 si laurea campione italiano promesse agli invernali di lanci e vince la medaglia d'argento a livello assoluto.
A marzo gareggia con la Nazionale under 23 alla Coppa Europa invernale di lanci svoltasi a Arad in Romania, terminando al settimo posto.

## Record nazionali

### Allievi
- Lancio del martello (kg 5): 75,76 m ( Gorizia, 24 settembre 2011)[1]

## Progressione
| Stagione | Misura  | Luogo    | Data       | Rank. Mond. |
| -------- | ------- | -------- | ---------- | ----------- |
| 2018     | 68,68 m | Gorizia  | 27-1-2018  |             |
| 2017     | 71,12 m | Trento   | 27-5-2017  |             |
| 2016     | 72,17 m | Udine    | 25-4-2016  |             |
| 2015     | 70,85 m | Torino   | 26-7-2015  |             |
| 2014     | 70,15 m | Lucca    | 22-2-2014  |             |
| 2013     | 65,65 m | Gorizia  | 7-7-2013   |             |
| 2012     | 61,87 m | Tolmezzo | 13-10-2012 |             |
| 2011     | 53,72 m | Gorizia  | 29-5-2011  |             |
| 2010     | 47,83 m | Gorizia  | 16-5-2010  |             |
| 2009     | 67,51 m | Majano   | 17-10-2009 |             |
| 2008     | 48,22 m | Roma     | 10-10-2008 |             |

## Palmares
| Anno | Manifestazione                                 | Sede       | Evento              | Classifica | Misura  | Note  |
| ---- | ---------------------------------------------- | ---------- | ------------------- | ---------- | ------- | ----- |
| 2010 | Trials europei per i giochi olimpici giovanili | Mosca      | Lancio del martello | 17º        | 62,00 m | [ 2 ] |
| 2011 | Mondiali allievi                               | Lilla      | Lancio del martello | 7º         | 70,50 m | [ 3 ] |
| 2011 | Festival olimpico della gioventù europea       | Trebisonda | Lancio del martello | 5º         | 74,66 m | [ 4 ] |
| 2012 | Mondiali juniores                              | Barcellona | Lancio del martello | 14º        | 70,32 m | [ 5 ] |
| 2013 | Europei juniores                               | Rieti      | Lancio del martello | Bronzo     | 73,43 m | [ 6 ] |
| 2014 | Giochi del Mediterraneo under 23               | Aubagne    | Lancio del martello | Bronzo     | 66,09 m | [ 7 ] |
| 2015 | Europei under 23                               | Tallinn    | Lancio del martello | 18º (q)    | 64,86 m | [ 8 ] |

## Campionati nazionali
- 1 volta campione assoluto nel lancio del martello (2015)
- 2 volte campione promesse nel lancio del martello (2014, 2015)
- 2 volte campione promesse invernali nel lancio del martello (2014, 2016)
- 1 volta campione juniores nel lancio del martello (2013)
- 2 volte campione juniores invernali nel lancio del martello (2012, 2013)
- 1 volta campione allievi nel lancio del martello (2011)
- 1 volta campione cadetti nel lancio del martello (2009)

2008
- 4º ai Campionati italiani cadetti e cadette, (Roma), Lancio del martello - 48,22 m[9]

2009
- Oro ai Campionati italiani cadetti e cadette, (Desenzano del Garda), Lancio del martello - 62,16 m[10]

2010
- 8º ai Campionati italiani invernali di lanci, (San Benedetto del Tronto), Lancio del martello - 53,59 m (giovanili)[11]
- Bronzo ai Campionati italiani allievi e allieve, (Rieti), Lancio del martello - 64,66 m[12]

2011
- 5º ai Campionati italiani invernali di lanci, (Viterbo), Lancio del martello - 60,89 m (giovanili)[13]
- Oro ai Campionati italiani allievi e allieve, (Rieti), Lancio del martello - 72,28 m[14]

2012
- Oro ai Campionati italiani invernali di lanci, (Lucca), Lancio del martello - 73,73 m (juniores)[15]
- Argento ai Campionati italiani juniores e promesse, (Misano Adriatico), Lancio del martello - 67,86 m[16]

2013
- Oro ai Campionati italiani invernali di lanci, (Lucca), Lancio del martello - 73,94 m (juniores)[17]
- Oro ai Campionati italiani juniores e promesse, (Rieti), Lancio del martello - 72,51 m[18]
- 7º ai Campionati italiani assoluti, (Milano), Lancio del martello - 64,65[19]

2014
- Bronzo ai Campionati italiani invernali di lanci, (Lucca), Lancio del martello - 70,15 (assoluti)[20]
- Oro ai Campionati italiani invernali di lanci, (Lucca), Lancio del martello - 70,15 (promesse)[21]
- Oro ai Campionati italiani juniores e promesse, (Torino), Lancio del martello - 66,87 m[22]
- Bronzo ai Campionati italiani assoluti, (Rovereto), Lancio del martello - 69,59 m[23]

2015
- 4º ai Campionati italiani invernali di lanci, (Lucca), Lancio del martello - 66,11 m (assoluti)[24]
- Argento ai Campionati italiani invernali di lanci, (Lucca), Lancio del martello - 66,11 m (promesse)[25]
- Oro ai Campionati italiani juniores e promesse, (Rieti), Lancio del martello - 68,38 m[26]
- Oro ai Campionati italiani assoluti, (Torino), Lancio del martello - 70,85 m[27]

2016
- Argento ai Campionati italiani invernali di lanci, (Lucca), Lancio del martello - 67,10 m (assoluti)[28]
- Oro ai Campionati italiani invernali di lanci, (Lucca), Lancio del martello - 67,10 m (promesse)[29]

## Altre competizioni internazionali
2010
- Bronzo nell'Incontro internazionale under 18 Italia-Francia-Slovenia, ( Chiuro), Lancio del martello - 63,54 m[2]

2012
- Argento nell'Incontro internazionale di lanci lunghi under 23 e under 20 Italia-Francia-Germania-Spagna, ( Val-de-Reuil), Lancio del martello - 69,76 m[5]

2013
- Bronzo nell'Incontro internazionale di lanci lunghi under 23 e under 20 Italia-Francia-Germania, ( Ancona), Lancio del martello - 68,67 m[6]

2014
- Argento nell'Incontro internazionale di lanci lunghi under 23 Francia-Germania-Italia, ( Halle), Lancio del martello - 67,11 m[30]
- 11º nella Coppa Europa invernale di lanci under 23, ( Leiria), Lancio del martello - 61,06 m[7]

2016
- Oro nell'Incontro internazionale di lanci lunghi under 20 e under 23 Italia-Francia-Germania, ( Caorle), Lancio del martello - 65,18 m[31]
- 7º nella Coppa Europa invernale di lanci under 23, ( Arad), Lancio del martello - 68,15 m[32]